# Gyulum
Gyulum är ett periodiskt vattendrag i Armenien. Det ligger i den nordvästra delen av landet, 110 kilometer norr om huvudstaden Jerevan.
Omgivningarna runt Gyulum är en mosaik av jordbruksmark och naturlig växtlighet. Runt Gyulum är det ganska tätbefolkat, med 96 invånare per kvadratkilometer.